# Гартонга тема
Те́ма Га́ртонга — тема в шаховій композиції. Суть теми — оголошення мату чорному королю різними білими фігурами з одного і того ж поля.

## Історія
Перші публікації на цю ідею належать шаховому композитору з Нідерландів Яну Гартонгу (11.02.1902 — 29.01.1987) в першій половині ХХ століття.
Інші шахові композитори ще до Я. Гартонга публікували задачі, в яких оголошується мат різними білими фігурами, причому ці фігури на матуючому ході грають на одне і те ж саме поле, але саме Ян Гартонг цілеспрямовано розробляв тему й опублікував ряд задач на цю ідею, яка й дістала назву — тема Гартонга.
|   | a | b | c | d | e | f | g | h |   |
| 8 | d7 чорний слон · b6 чорний пішак · f6 чорний пішак · d5 чорний король · f5 чорний пішак · g5 білий кінь · b4 білий слон · f4 чорний пішак · h4 чорна тура · a3 чорний пішак · c3 білий ферзь · e3 біла тура · a2 білий король · c2 білий пішак · d1 білий кінь · e1 чорний кінь | d7 чорний слон · b6 чорний пішак · f6 чорний пішак · d5 чорний король · f5 чорний пішак · g5 білий кінь · b4 білий слон · f4 чорний пішак · h4 чорна тура · a3 чорний пішак · c3 білий ферзь · e3 біла тура · a2 білий король · c2 білий пішак · d1 білий кінь · e1 чорний кінь | d7 чорний слон · b6 чорний пішак · f6 чорний пішак · d5 чорний король · f5 чорний пішак · g5 білий кінь · b4 білий слон · f4 чорний пішак · h4 чорна тура · a3 чорний пішак · c3 білий ферзь · e3 біла тура · a2 білий король · c2 білий пішак · d1 білий кінь · e1 чорний кінь | d7 чорний слон · b6 чорний пішак · f6 чорний пішак · d5 чорний король · f5 чорний пішак · g5 білий кінь · b4 білий слон · f4 чорний пішак · h4 чорна тура · a3 чорний пішак · c3 білий ферзь · e3 біла тура · a2 білий король · c2 білий пішак · d1 білий кінь · e1 чорний кінь | d7 чорний слон · b6 чорний пішак · f6 чорний пішак · d5 чорний король · f5 чорний пішак · g5 білий кінь · b4 білий слон · f4 чорний пішак · h4 чорна тура · a3 чорний пішак · c3 білий ферзь · e3 біла тура · a2 білий король · c2 білий пішак · d1 білий кінь · e1 чорний кінь | d7 чорний слон · b6 чорний пішак · f6 чорний пішак · d5 чорний король · f5 чорний пішак · g5 білий кінь · b4 білий слон · f4 чорний пішак · h4 чорна тура · a3 чорний пішак · c3 білий ферзь · e3 біла тура · a2 білий король · c2 білий пішак · d1 білий кінь · e1 чорний кінь | d7 чорний слон · b6 чорний пішак · f6 чорний пішак · d5 чорний король · f5 чорний пішак · g5 білий кінь · b4 білий слон · f4 чорний пішак · h4 чорна тура · a3 чорний пішак · c3 білий ферзь · e3 біла тура · a2 білий король · c2 білий пішак · d1 білий кінь · e1 чорний кінь | d7 чорний слон · b6 чорний пішак · f6 чорний пішак · d5 чорний король · f5 чорний пішак · g5 білий кінь · b4 білий слон · f4 чорний пішак · h4 чорна тура · a3 чорний пішак · c3 білий ферзь · e3 біла тура · a2 білий король · c2 білий пішак · d1 білий кінь · e1 чорний кінь | 8 |
| 7 | d7 чорний слон · b6 чорний пішак · f6 чорний пішак · d5 чорний король · f5 чорний пішак · g5 білий кінь · b4 білий слон · f4 чорний пішак · h4 чорна тура · a3 чорний пішак · c3 білий ферзь · e3 біла тура · a2 білий король · c2 білий пішак · d1 білий кінь · e1 чорний кінь | d7 чорний слон · b6 чорний пішак · f6 чорний пішак · d5 чорний король · f5 чорний пішак · g5 білий кінь · b4 білий слон · f4 чорний пішак · h4 чорна тура · a3 чорний пішак · c3 білий ферзь · e3 біла тура · a2 білий король · c2 білий пішак · d1 білий кінь · e1 чорний кінь | d7 чорний слон · b6 чорний пішак · f6 чорний пішак · d5 чорний король · f5 чорний пішак · g5 білий кінь · b4 білий слон · f4 чорний пішак · h4 чорна тура · a3 чорний пішак · c3 білий ферзь · e3 біла тура · a2 білий король · c2 білий пішак · d1 білий кінь · e1 чорний кінь | d7 чорний слон · b6 чорний пішак · f6 чорний пішак · d5 чорний король · f5 чорний пішак · g5 білий кінь · b4 білий слон · f4 чорний пішак · h4 чорна тура · a3 чорний пішак · c3 білий ферзь · e3 біла тура · a2 білий король · c2 білий пішак · d1 білий кінь · e1 чорний кінь | d7 чорний слон · b6 чорний пішак · f6 чорний пішак · d5 чорний король · f5 чорний пішак · g5 білий кінь · b4 білий слон · f4 чорний пішак · h4 чорна тура · a3 чорний пішак · c3 білий ферзь · e3 біла тура · a2 білий король · c2 білий пішак · d1 білий кінь · e1 чорний кінь | d7 чорний слон · b6 чорний пішак · f6 чорний пішак · d5 чорний король · f5 чорний пішак · g5 білий кінь · b4 білий слон · f4 чорний пішак · h4 чорна тура · a3 чорний пішак · c3 білий ферзь · e3 біла тура · a2 білий король · c2 білий пішак · d1 білий кінь · e1 чорний кінь | d7 чорний слон · b6 чорний пішак · f6 чорний пішак · d5 чорний король · f5 чорний пішак · g5 білий кінь · b4 білий слон · f4 чорний пішак · h4 чорна тура · a3 чорний пішак · c3 білий ферзь · e3 біла тура · a2 білий король · c2 білий пішак · d1 білий кінь · e1 чорний кінь | d7 чорний слон · b6 чорний пішак · f6 чорний пішак · d5 чорний король · f5 чорний пішак · g5 білий кінь · b4 білий слон · f4 чорний пішак · h4 чорна тура · a3 чорний пішак · c3 білий ферзь · e3 біла тура · a2 білий король · c2 білий пішак · d1 білий кінь · e1 чорний кінь | 7 |
| 6 | d7 чорний слон · b6 чорний пішак · f6 чорний пішак · d5 чорний король · f5 чорний пішак · g5 білий кінь · b4 білий слон · f4 чорний пішак · h4 чорна тура · a3 чорний пішак · c3 білий ферзь · e3 біла тура · a2 білий король · c2 білий пішак · d1 білий кінь · e1 чорний кінь | d7 чорний слон · b6 чорний пішак · f6 чорний пішак · d5 чорний король · f5 чорний пішак · g5 білий кінь · b4 білий слон · f4 чорний пішак · h4 чорна тура · a3 чорний пішак · c3 білий ферзь · e3 біла тура · a2 білий король · c2 білий пішак · d1 білий кінь · e1 чорний кінь | d7 чорний слон · b6 чорний пішак · f6 чорний пішак · d5 чорний король · f5 чорний пішак · g5 білий кінь · b4 білий слон · f4 чорний пішак · h4 чорна тура · a3 чорний пішак · c3 білий ферзь · e3 біла тура · a2 білий король · c2 білий пішак · d1 білий кінь · e1 чорний кінь | d7 чорний слон · b6 чорний пішак · f6 чорний пішак · d5 чорний король · f5 чорний пішак · g5 білий кінь · b4 білий слон · f4 чорний пішак · h4 чорна тура · a3 чорний пішак · c3 білий ферзь · e3 біла тура · a2 білий король · c2 білий пішак · d1 білий кінь · e1 чорний кінь | d7 чорний слон · b6 чорний пішак · f6 чорний пішак · d5 чорний король · f5 чорний пішак · g5 білий кінь · b4 білий слон · f4 чорний пішак · h4 чорна тура · a3 чорний пішак · c3 білий ферзь · e3 біла тура · a2 білий король · c2 білий пішак · d1 білий кінь · e1 чорний кінь | d7 чорний слон · b6 чорний пішак · f6 чорний пішак · d5 чорний король · f5 чорний пішак · g5 білий кінь · b4 білий слон · f4 чорний пішак · h4 чорна тура · a3 чорний пішак · c3 білий ферзь · e3 біла тура · a2 білий король · c2 білий пішак · d1 білий кінь · e1 чорний кінь | d7 чорний слон · b6 чорний пішак · f6 чорний пішак · d5 чорний король · f5 чорний пішак · g5 білий кінь · b4 білий слон · f4 чорний пішак · h4 чорна тура · a3 чорний пішак · c3 білий ферзь · e3 біла тура · a2 білий король · c2 білий пішак · d1 білий кінь · e1 чорний кінь | d7 чорний слон · b6 чорний пішак · f6 чорний пішак · d5 чорний король · f5 чорний пішак · g5 білий кінь · b4 білий слон · f4 чорний пішак · h4 чорна тура · a3 чорний пішак · c3 білий ферзь · e3 біла тура · a2 білий король · c2 білий пішак · d1 білий кінь · e1 чорний кінь | 6 |
| 5 | d7 чорний слон · b6 чорний пішак · f6 чорний пішак · d5 чорний король · f5 чорний пішак · g5 білий кінь · b4 білий слон · f4 чорний пішак · h4 чорна тура · a3 чорний пішак · c3 білий ферзь · e3 біла тура · a2 білий король · c2 білий пішак · d1 білий кінь · e1 чорний кінь | d7 чорний слон · b6 чорний пішак · f6 чорний пішак · d5 чорний король · f5 чорний пішак · g5 білий кінь · b4 білий слон · f4 чорний пішак · h4 чорна тура · a3 чорний пішак · c3 білий ферзь · e3 біла тура · a2 білий король · c2 білий пішак · d1 білий кінь · e1 чорний кінь | d7 чорний слон · b6 чорний пішак · f6 чорний пішак · d5 чорний король · f5 чорний пішак · g5 білий кінь · b4 білий слон · f4 чорний пішак · h4 чорна тура · a3 чорний пішак · c3 білий ферзь · e3 біла тура · a2 білий король · c2 білий пішак · d1 білий кінь · e1 чорний кінь | d7 чорний слон · b6 чорний пішак · f6 чорний пішак · d5 чорний король · f5 чорний пішак · g5 білий кінь · b4 білий слон · f4 чорний пішак · h4 чорна тура · a3 чорний пішак · c3 білий ферзь · e3 біла тура · a2 білий король · c2 білий пішак · d1 білий кінь · e1 чорний кінь | d7 чорний слон · b6 чорний пішак · f6 чорний пішак · d5 чорний король · f5 чорний пішак · g5 білий кінь · b4 білий слон · f4 чорний пішак · h4 чорна тура · a3 чорний пішак · c3 білий ферзь · e3 біла тура · a2 білий король · c2 білий пішак · d1 білий кінь · e1 чорний кінь | d7 чорний слон · b6 чорний пішак · f6 чорний пішак · d5 чорний король · f5 чорний пішак · g5 білий кінь · b4 білий слон · f4 чорний пішак · h4 чорна тура · a3 чорний пішак · c3 білий ферзь · e3 біла тура · a2 білий король · c2 білий пішак · d1 білий кінь · e1 чорний кінь | d7 чорний слон · b6 чорний пішак · f6 чорний пішак · d5 чорний король · f5 чорний пішак · g5 білий кінь · b4 білий слон · f4 чорний пішак · h4 чорна тура · a3 чорний пішак · c3 білий ферзь · e3 біла тура · a2 білий король · c2 білий пішак · d1 білий кінь · e1 чорний кінь | d7 чорний слон · b6 чорний пішак · f6 чорний пішак · d5 чорний король · f5 чорний пішак · g5 білий кінь · b4 білий слон · f4 чорний пішак · h4 чорна тура · a3 чорний пішак · c3 білий ферзь · e3 біла тура · a2 білий король · c2 білий пішак · d1 білий кінь · e1 чорний кінь | 5 |
| 4 | d7 чорний слон · b6 чорний пішак · f6 чорний пішак · d5 чорний король · f5 чорний пішак · g5 білий кінь · b4 білий слон · f4 чорний пішак · h4 чорна тура · a3 чорний пішак · c3 білий ферзь · e3 біла тура · a2 білий король · c2 білий пішак · d1 білий кінь · e1 чорний кінь | d7 чорний слон · b6 чорний пішак · f6 чорний пішак · d5 чорний король · f5 чорний пішак · g5 білий кінь · b4 білий слон · f4 чорний пішак · h4 чорна тура · a3 чорний пішак · c3 білий ферзь · e3 біла тура · a2 білий король · c2 білий пішак · d1 білий кінь · e1 чорний кінь | d7 чорний слон · b6 чорний пішак · f6 чорний пішак · d5 чорний король · f5 чорний пішак · g5 білий кінь · b4 білий слон · f4 чорний пішак · h4 чорна тура · a3 чорний пішак · c3 білий ферзь · e3 біла тура · a2 білий король · c2 білий пішак · d1 білий кінь · e1 чорний кінь | d7 чорний слон · b6 чорний пішак · f6 чорний пішак · d5 чорний король · f5 чорний пішак · g5 білий кінь · b4 білий слон · f4 чорний пішак · h4 чорна тура · a3 чорний пішак · c3 білий ферзь · e3 біла тура · a2 білий король · c2 білий пішак · d1 білий кінь · e1 чорний кінь | d7 чорний слон · b6 чорний пішак · f6 чорний пішак · d5 чорний король · f5 чорний пішак · g5 білий кінь · b4 білий слон · f4 чорний пішак · h4 чорна тура · a3 чорний пішак · c3 білий ферзь · e3 біла тура · a2 білий король · c2 білий пішак · d1 білий кінь · e1 чорний кінь | d7 чорний слон · b6 чорний пішак · f6 чорний пішак · d5 чорний король · f5 чорний пішак · g5 білий кінь · b4 білий слон · f4 чорний пішак · h4 чорна тура · a3 чорний пішак · c3 білий ферзь · e3 біла тура · a2 білий король · c2 білий пішак · d1 білий кінь · e1 чорний кінь | d7 чорний слон · b6 чорний пішак · f6 чорний пішак · d5 чорний король · f5 чорний пішак · g5 білий кінь · b4 білий слон · f4 чорний пішак · h4 чорна тура · a3 чорний пішак · c3 білий ферзь · e3 біла тура · a2 білий король · c2 білий пішак · d1 білий кінь · e1 чорний кінь | d7 чорний слон · b6 чорний пішак · f6 чорний пішак · d5 чорний король · f5 чорний пішак · g5 білий кінь · b4 білий слон · f4 чорний пішак · h4 чорна тура · a3 чорний пішак · c3 білий ферзь · e3 біла тура · a2 білий король · c2 білий пішак · d1 білий кінь · e1 чорний кінь | 4 |
| 3 | d7 чорний слон · b6 чорний пішак · f6 чорний пішак · d5 чорний король · f5 чорний пішак · g5 білий кінь · b4 білий слон · f4 чорний пішак · h4 чорна тура · a3 чорний пішак · c3 білий ферзь · e3 біла тура · a2 білий король · c2 білий пішак · d1 білий кінь · e1 чорний кінь | d7 чорний слон · b6 чорний пішак · f6 чорний пішак · d5 чорний король · f5 чорний пішак · g5 білий кінь · b4 білий слон · f4 чорний пішак · h4 чорна тура · a3 чорний пішак · c3 білий ферзь · e3 біла тура · a2 білий король · c2 білий пішак · d1 білий кінь · e1 чорний кінь | d7 чорний слон · b6 чорний пішак · f6 чорний пішак · d5 чорний король · f5 чорний пішак · g5 білий кінь · b4 білий слон · f4 чорний пішак · h4 чорна тура · a3 чорний пішак · c3 білий ферзь · e3 біла тура · a2 білий король · c2 білий пішак · d1 білий кінь · e1 чорний кінь | d7 чорний слон · b6 чорний пішак · f6 чорний пішак · d5 чорний король · f5 чорний пішак · g5 білий кінь · b4 білий слон · f4 чорний пішак · h4 чорна тура · a3 чорний пішак · c3 білий ферзь · e3 біла тура · a2 білий король · c2 білий пішак · d1 білий кінь · e1 чорний кінь | d7 чорний слон · b6 чорний пішак · f6 чорний пішак · d5 чорний король · f5 чорний пішак · g5 білий кінь · b4 білий слон · f4 чорний пішак · h4 чорна тура · a3 чорний пішак · c3 білий ферзь · e3 біла тура · a2 білий король · c2 білий пішак · d1 білий кінь · e1 чорний кінь | d7 чорний слон · b6 чорний пішак · f6 чорний пішак · d5 чорний король · f5 чорний пішак · g5 білий кінь · b4 білий слон · f4 чорний пішак · h4 чорна тура · a3 чорний пішак · c3 білий ферзь · e3 біла тура · a2 білий король · c2 білий пішак · d1 білий кінь · e1 чорний кінь | d7 чорний слон · b6 чорний пішак · f6 чорний пішак · d5 чорний король · f5 чорний пішак · g5 білий кінь · b4 білий слон · f4 чорний пішак · h4 чорна тура · a3 чорний пішак · c3 білий ферзь · e3 біла тура · a2 білий король · c2 білий пішак · d1 білий кінь · e1 чорний кінь | d7 чорний слон · b6 чорний пішак · f6 чорний пішак · d5 чорний король · f5 чорний пішак · g5 білий кінь · b4 білий слон · f4 чорний пішак · h4 чорна тура · a3 чорний пішак · c3 білий ферзь · e3 біла тура · a2 білий король · c2 білий пішак · d1 білий кінь · e1 чорний кінь | 3 |
| 2 | d7 чорний слон · b6 чорний пішак · f6 чорний пішак · d5 чорний король · f5 чорний пішак · g5 білий кінь · b4 білий слон · f4 чорний пішак · h4 чорна тура · a3 чорний пішак · c3 білий ферзь · e3 біла тура · a2 білий король · c2 білий пішак · d1 білий кінь · e1 чорний кінь | d7 чорний слон · b6 чорний пішак · f6 чорний пішак · d5 чорний король · f5 чорний пішак · g5 білий кінь · b4 білий слон · f4 чорний пішак · h4 чорна тура · a3 чорний пішак · c3 білий ферзь · e3 біла тура · a2 білий король · c2 білий пішак · d1 білий кінь · e1 чорний кінь | d7 чорний слон · b6 чорний пішак · f6 чорний пішак · d5 чорний король · f5 чорний пішак · g5 білий кінь · b4 білий слон · f4 чорний пішак · h4 чорна тура · a3 чорний пішак · c3 білий ферзь · e3 біла тура · a2 білий король · c2 білий пішак · d1 білий кінь · e1 чорний кінь | d7 чорний слон · b6 чорний пішак · f6 чорний пішак · d5 чорний король · f5 чорний пішак · g5 білий кінь · b4 білий слон · f4 чорний пішак · h4 чорна тура · a3 чорний пішак · c3 білий ферзь · e3 біла тура · a2 білий король · c2 білий пішак · d1 білий кінь · e1 чорний кінь | d7 чорний слон · b6 чорний пішак · f6 чорний пішак · d5 чорний король · f5 чорний пішак · g5 білий кінь · b4 білий слон · f4 чорний пішак · h4 чорна тура · a3 чорний пішак · c3 білий ферзь · e3 біла тура · a2 білий король · c2 білий пішак · d1 білий кінь · e1 чорний кінь | d7 чорний слон · b6 чорний пішак · f6 чорний пішак · d5 чорний король · f5 чорний пішак · g5 білий кінь · b4 білий слон · f4 чорний пішак · h4 чорна тура · a3 чорний пішак · c3 білий ферзь · e3 біла тура · a2 білий король · c2 білий пішак · d1 білий кінь · e1 чорний кінь | d7 чорний слон · b6 чорний пішак · f6 чорний пішак · d5 чорний король · f5 чорний пішак · g5 білий кінь · b4 білий слон · f4 чорний пішак · h4 чорна тура · a3 чорний пішак · c3 білий ферзь · e3 біла тура · a2 білий король · c2 білий пішак · d1 білий кінь · e1 чорний кінь | d7 чорний слон · b6 чорний пішак · f6 чорний пішак · d5 чорний король · f5 чорний пішак · g5 білий кінь · b4 білий слон · f4 чорний пішак · h4 чорна тура · a3 чорний пішак · c3 білий ферзь · e3 біла тура · a2 білий король · c2 білий пішак · d1 білий кінь · e1 чорний кінь | 2 |
| 1 | d7 чорний слон · b6 чорний пішак · f6 чорний пішак · d5 чорний король · f5 чорний пішак · g5 білий кінь · b4 білий слон · f4 чорний пішак · h4 чорна тура · a3 чорний пішак · c3 білий ферзь · e3 біла тура · a2 білий король · c2 білий пішак · d1 білий кінь · e1 чорний кінь | d7 чорний слон · b6 чорний пішак · f6 чорний пішак · d5 чорний король · f5 чорний пішак · g5 білий кінь · b4 білий слон · f4 чорний пішак · h4 чорна тура · a3 чорний пішак · c3 білий ферзь · e3 біла тура · a2 білий король · c2 білий пішак · d1 білий кінь · e1 чорний кінь | d7 чорний слон · b6 чорний пішак · f6 чорний пішак · d5 чорний король · f5 чорний пішак · g5 білий кінь · b4 білий слон · f4 чорний пішак · h4 чорна тура · a3 чорний пішак · c3 білий ферзь · e3 біла тура · a2 білий король · c2 білий пішак · d1 білий кінь · e1 чорний кінь | d7 чорний слон · b6 чорний пішак · f6 чорний пішак · d5 чорний король · f5 чорний пішак · g5 білий кінь · b4 білий слон · f4 чорний пішак · h4 чорна тура · a3 чорний пішак · c3 білий ферзь · e3 біла тура · a2 білий король · c2 білий пішак · d1 білий кінь · e1 чорний кінь | d7 чорний слон · b6 чорний пішак · f6 чорний пішак · d5 чорний король · f5 чорний пішак · g5 білий кінь · b4 білий слон · f4 чорний пішак · h4 чорна тура · a3 чорний пішак · c3 білий ферзь · e3 біла тура · a2 білий король · c2 білий пішак · d1 білий кінь · e1 чорний кінь | d7 чорний слон · b6 чорний пішак · f6 чорний пішак · d5 чорний король · f5 чорний пішак · g5 білий кінь · b4 білий слон · f4 чорний пішак · h4 чорна тура · a3 чорний пішак · c3 білий ферзь · e3 біла тура · a2 білий король · c2 білий пішак · d1 білий кінь · e1 чорний кінь | d7 чорний слон · b6 чорний пішак · f6 чорний пішак · d5 чорний король · f5 чорний пішак · g5 білий кінь · b4 білий слон · f4 чорний пішак · h4 чорна тура · a3 чорний пішак · c3 білий ферзь · e3 біла тура · a2 білий король · c2 білий пішак · d1 білий кінь · e1 чорний кінь | d7 чорний слон · b6 чорний пішак · f6 чорний пішак · d5 чорний король · f5 чорний пішак · g5 білий кінь · b4 білий слон · f4 чорний пішак · h4 чорна тура · a3 чорний пішак · c3 білий ферзь · e3 біла тура · a2 білий король · c2 білий пішак · d1 білий кінь · e1 чорний кінь | 1 |
|   | a | b | c | d | e | f | g | h |   |

FEN: 8/3b4/1p3p2/3k1pN1/1B3p1r/p1Q1R3/K1P5/3Nn3
1. Qc7! ~ 2. c4  Kd4 3. Bc3#
1. ... fe    2. Se3 Kd4 3. Qc3#
1. ... Bb5 2. Qd6 Kc4 3. Rc3#
1. ... Sc2 2. Rd3 Sd4 3. Sc3#
1. ... Bc6 2. Qf7 Kd4  3. c3#